# قطر في الألعاب الأولمبية الصيفية 2000
تنافست قطر في الألعاب الأولمبية الصيفية 2000 في سيدني بأستراليا

## الفائزون
| الميدالية | الاسم         | الرياضة     | المنافسة       | الموعد    |
| --------- | ------------- | ----------- | -------------- | --------- |
| برونزية   | أسعد سعيد سيف | رفع الأثقال | 105 كجم للرجال | 25 سبتمبر |

## النتائج حسب المنافسة

### ألعاب القوى
400م للرجال
- إبراهيم إسماعيل مفتاح[الإنجليزية]
  1. الجولة الأولى – 45.48
  2. الجولة الثانية – 45.96 (لم يتقدم)
- صلاح الدين بكار الصافي[الإنجليزية]
  1. الجولة الأولى – 46.16 (لم يتقدم)

800م للرجال
- عبده إبراهيم يوسف[الإنجليزية]
  1. الجولة الأولى – 01:53.23 (لم يتقدم)

5000م للرجال
- محمد سليمان
  1. الجولة الأولى – 13:30.12
  2. النهائي – 13:45.10 (المركز الرابع عشر)
- أحمد إبراهيم ورسما[الإنجليزية]
  1. الجولة الأولى – 14:00.30 (لم يتقدم)

4 × 400م للرجال
- أحمد الإمام[الإنجليزية]

 الرحمن سلطان فرج سلطان النوبي وصلاح الدين بكار الصافي، و الرحمن سلطان فرج سلطان النوبي، وإبراهيم إسماعيل مفتاح
- 1. الجولة الأولى – DQ (لم يتقدم)

3000م سباق الحواجز للرجال
- خميس عبد الله سيف الدين[الإنجليزية]
  1. الجولة الأولى – 08:23.94
  2. النهائي – 08:30.89 (المركز العاشر)

رمي كرة الحديد للرجال
- بلال سعد مبارك
  1. التأهيل – 18.30 (لم يتقدم)

رمي القرص للرجال
- راشد شافي الدوسري
  1. التأهيل – 54.47 (لم يتقدم)

الوثب الطويل للرجال
- الرحمن سلطان فرج سلطان النوبي[الإنجليزية]
  1. التأهيل – NM (لم يتقدم)

ماراثون الرجال
- راشد خالد جمال[الإنجليزية]
  1. النهائي – DNF

### السباحة[الإنجليزية]
50م حر للرجال
- Wael G. Saeed
  1. Preliminary Heat – 25.43 (لم يتقدم)

### رفع الأثقال
الرجال
| الرياضي          | المنافسة | الرفع | الرفع | الرفع | النتر | النتر | النتر | المجموع | المرتبة |
| الرياضي          | المنافسة | 1     | 2     | 3     | 1     | 2     | 3     | المجموع | المرتبة |
| ---------------- | -------- | ----- | ----- | ----- | ----- | ----- | ----- | ------- | ------- |
| أسعد سعيد سيف    | – 105 kg | 185.0 | 190.0 | 190.0 | 225.0 | 230.0 | 235.0 | 420.0   | الثالث  |
| الجابر سعيد سالم | + 105 kg | 200.0 | 205.0 | 210.0 | 250.0 | 255.0 | 260.0 | 460.0   | 4       |